# Hoplia manowensis
Hoplia manowensis är en skalbaggsart som beskrevs av Moser 1918. Hoplia manowensis ingår i släktet Hoplia och familjen Melolonthidae. Inga underarter finns listade i Catalogue of Life.